# Gliese 299
Gliese 299 is een rode dwerg met een spectraalklasse van M4.5Ve. De ster bevindt zich 22,08 lichtjaar van de zon.